# Ringversuch
Ein Ringversuch oder Ringvergleich bzw. Laborleistungstest (englisch Round Robin Test / Proficiency Test) ist eine Methode der externen Qualitätssicherung für Messverfahren sowie Mess- und Prüflaboratorien. Grundsätzlich werden identische Versuche in verschiedenen Institutionen oder Unternehmen durchgeführt. Je nach Ziel des Ringversuchs können dabei Versuchsparameter wie Material oder Methodik variiert werden.  Der Vergleich der Ergebnisse erlaubt es, Aussagen beispielsweise über Messgenauigkeit oder Messqualität der beteiligten Institute oder Instrumente oder auch über die Qualität eines Produktes zu machen. Ringversuche werden unter anderem zur Validierung von Vorschriften für Messverfahren verwendet.
So müssen akkreditierte Prüflaboratorien gemäß der Norm DIN EN ISO/IEC 17025 oder im Rahmen staatlicher Zulassungsverfahren regelmäßig an Ringversuchen teilnehmen, um die Qualität ihrer Ergebnisse zu sichern und ihre Kompetenz zu belegen. Für den Anbieter der Ringversuche wird die Akkreditierung nach EN ISO/IEC 17043 angeboten und teilweise gesetzlich gefordert (z. B. § 16 Abs. 4 Nr. 7a der 41. BImSchV).

## Anwendungsfälle
Ringversuche werden beispielsweise in der Qualitätssicherung laboratoriumsmedizinischer Untersuchungen eingesetzt oder zur Bestimmung der Messgenauigkeit eines Messverfahrens z. B. zur Festlegung gesetzlicher Toleranzwerte, beispielsweise bei Blutalkoholtests.

### Ringversuche im Arbeitsschutz
Aus § 5 des Arbeitsschutzgesetzes (ArbSchG) ergibt sich, dass die Gesamtverantwortung für die Ermittlung und Beurteilung von Gefährdungen durch Gefahrstoffe am Arbeitsplatz beim Arbeitgeber liegt. Dafür eventuell erforderliche Gefahrstoffmessungen müssen durch eine geeignete Messstelle erfolgen. Diese ist geeignet, wenn sie über die notwendige Sachkunde und die erforderlichen Einrichtungen verfügt. Für außerbetriebliche Messstellen wird die Eignung durch eine Akkreditierung gewährleistet.
Innerbetriebliche Messstellen, welche die Anforderungen für eine Akkreditierung nach TRGS 402 erfüllen, können sich (auch) akkreditieren lassen. Für diese Messstellen bietet das Institut für Arbeitsschutz der Deutschen Gesetzlichen Unfallversicherung (IFA) in Kooperation mit dem Bundesverband der Messstellen für Umwelt- und Arbeitsschutz e. V. (BUA) Ringversuche an, die der Eigenüberwachung und Außendarstellung der laborinternen Qualität dienen. Die Ringversuche stehen weltweit für alle Labore und Messstellen für Gefahrstoffe zur Verfügung und erfolgen nach den Normen DIN ISO 13528 und DIN EN ISO/IEC 17043. Es werden Ringversuche zu organischen Lösemitteln, anorganischen Säuren, flüchtigen organischen Verbindungen (VOC), Aldehyden und Metallen durchgeführt.